# Black Narcissus
Black Narcissus (br: Narciso Negro; pt: Quando os Sinos Dobram) é um filme de drama britânico de 1947 protagonizado por Deborah Kerr e dirigido por Michael Powell e Emeric Pressburger. Foi baseado no romance homónimo de Rumer Godden.

## Elenco
- Deborah Kerr - Irmã Clodagh
- Flora Robson - Irmã Philippa
- Jean Simmons - Kanchi
- David Farrar - Mr. Dean
- Sabu - O jovem General
- Esmond Knight - O velho General
- Kathleen Byron - Irmã Ruth
- Jenny Laird - Irmã Honey
- Judith Furse - Irmã Briony
- May Hallatt - Angu Ayah
- Shaun Noble -
- Eddie Whaley Jr. -
- Nancy Roberts - Madre Dorothea